# Альтендорф (Нижняя Австрия)
Альтендорф (нем. Altendorf) — коммуна (нем. Gemeinde) в Австрии, в федеральной земле Нижняя Австрия.
Входит в состав округа Нойнкирхен.  Население составляет около 350 человек. Занимает площадь 7,2 км². Официальный код  —  3 18 01.

## Политическая ситуация
Бургомистр коммуны — Йозеф Пихлер (АНП) по результатам выборов 2010 года.
Совет представителей коммуны (нем. Gemeinderat) состоит из 13 мест.
- АНП занимает 12 мест.
- СДПА занимает 1 место.